# François Albers
François Reinier Jacob Albers (Grave, 9 maart 1842 – Rijswijk, 12 oktober 1913) was een Nederlands ondernemer. Hij was de eigenaar van Albers Creameries Ltd., een onderneming die was opgericht door zijn vader Wilhelmus Josephus Albers (Grave 1813 - Dordrecht, 1895) en die hij in 1908 verkocht aan Anton Jurgens

## Familie
De familie Albers behoorde in de 18e/19e eeuw tot de bestuurders van de stad Grave. Vader Wilhelmus Albers was een pur sang ondernemer. Hij was niet alleen actief als boterhandelaar maar installeerde bijvoorbeeld ook de gasverlichting in Grave. 
François vertegenwoordigde geruime tijd de belangen van Albers Creameries in Londen en leerde daar Emily Fox kennen, dochter van  dr. Charles Fox, een Londense arts uit een bekende quakerfamilie uit Falmouth. Zij trouwden in 1867 en kregen vier kinderen. Hun zonen William en Alphonse hadden geen interesse de kunstboterfabriek van hun vader voort te zetten. Alphonse zou lid worden van de Provinciale Staten van Noord-Brabant en werd burgemeester van Aarle-Rixtel. Hij huwde Petronella Maria Johanna Pistorius en hun zoon is Frans Albers Pistorius. William huwde Josefina, dochter van Hendrik van Thiel. Hun dochter Emily trouwde met Han Lips, zoon van Jacobus Lips, oprichter van de brandkasten- en slotenfabriek te Dordrecht

## Loopbaan
Albers leerde in Londen het proces van het maken van 'kunstboter' kennen en begon met zijn vader in 1875 in Grave een kunstboterfabriek. Productie vond plaats in twee panden in de Oliestraat en de Gasthuisstraat. 
Nadat de Gemeente hen tegenwerkte bij de aankoop van grond (f 75.000,--) aan de Maas, bij de indertijd geprojecteerde haven en hij bovendien concurrentie kreeg doordat een tweede kunstboterfabriek in Grave wordt gebouwd in 1879 (Vis, Corthauts, Janssen) vertrok hij naar Dordrecht waar aan de Wilgenbosch 6 een voor die tijd moderne fabriek wordt gebouwd. 
Omdat geen van zijn kinderen de fabriek wilde voortzetten verkocht François Albers het bedrijf in 1908 aan Anton Jurgens.
Albers werd benoemd tot ridder in de Leopoldsorde. Hij overleed in 1913, op 71-jarige leeftijd.

## Foto's

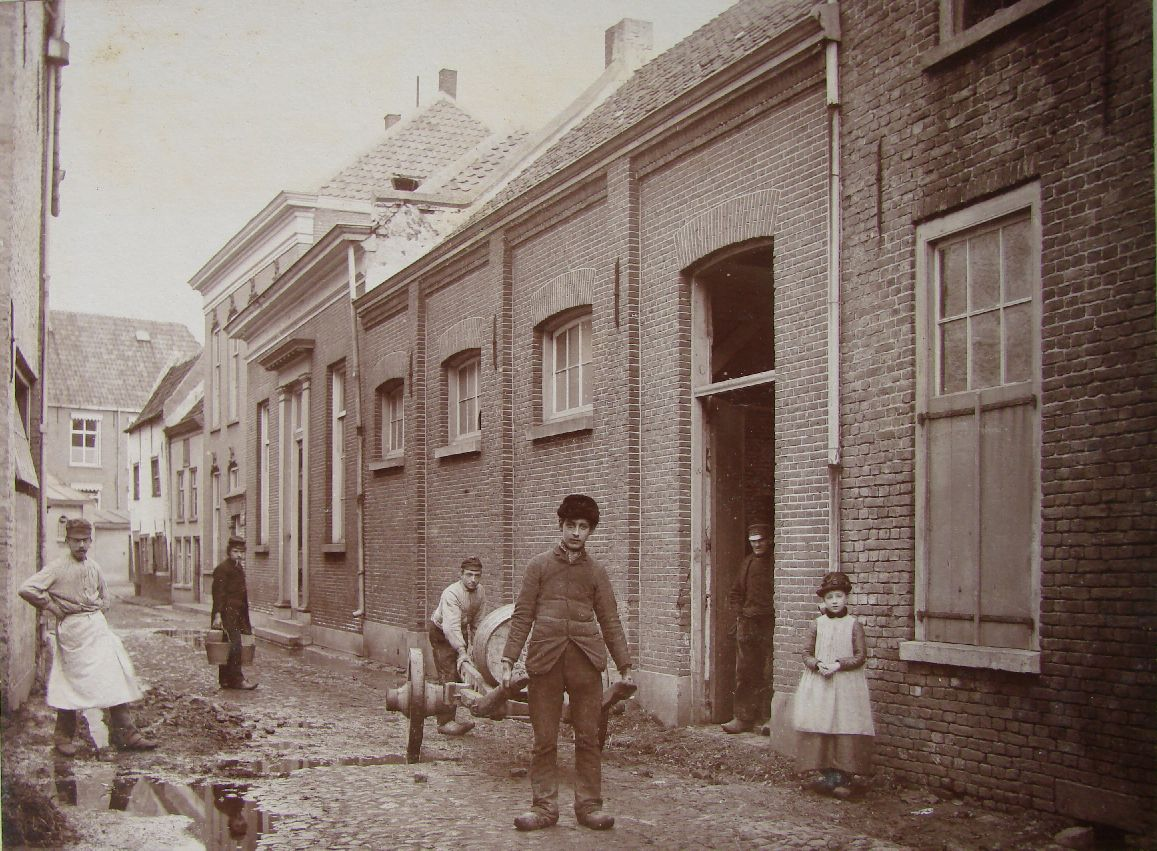
Ca 1875, Gasthuisstraat, Grave. Vermoedelijk tegenover het gasthuis. Het pand is afgebroken.
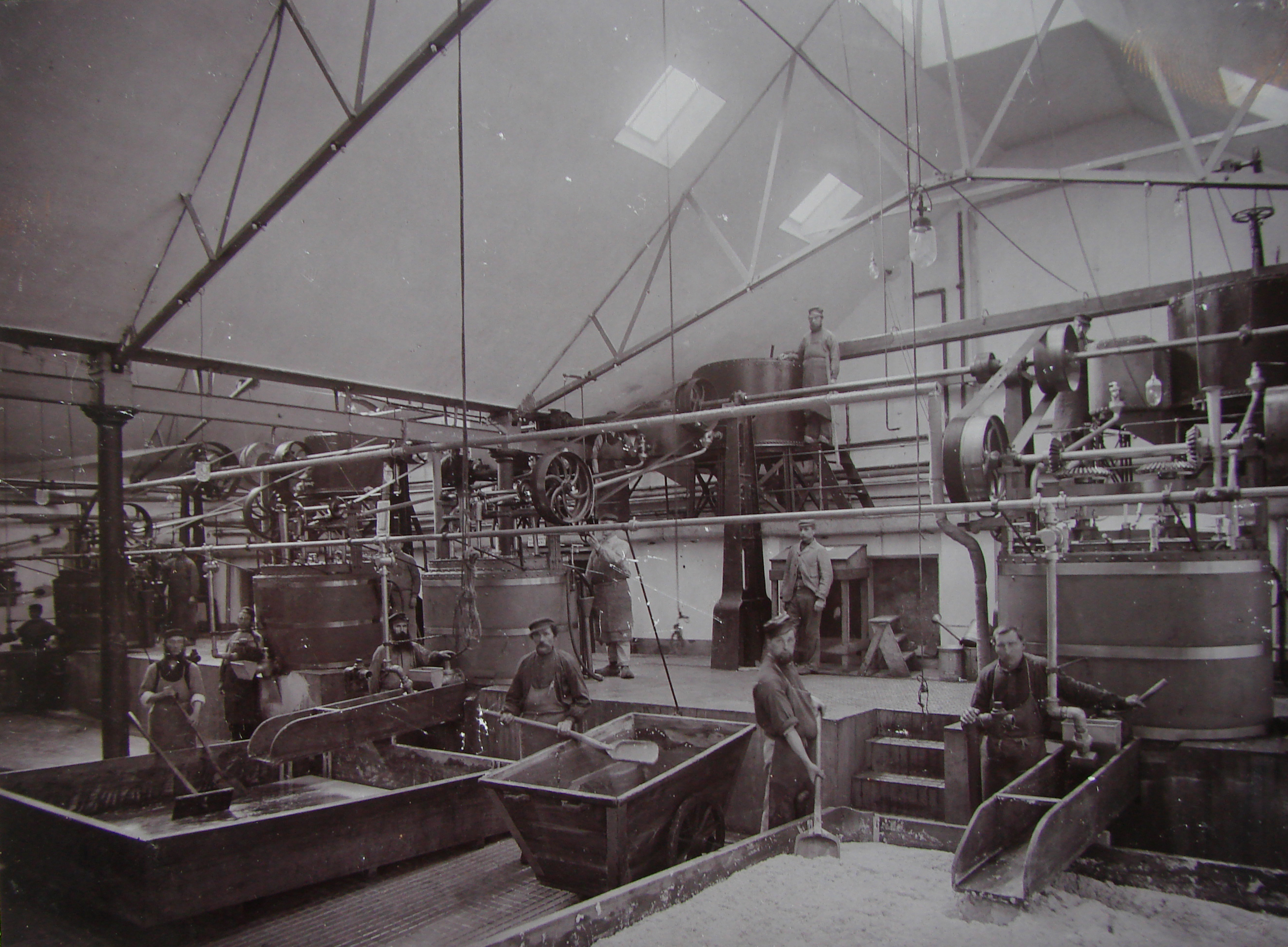
Ca. 1900 - Karnlokaal (Wilgenbosch, Dordrecht)
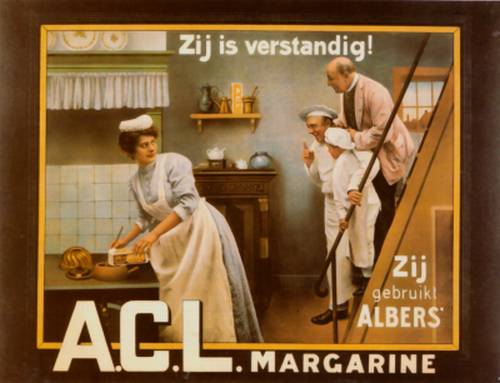
Reclame Albers Creameries Ltd. Ca. 1910